# ورم شحمي مغزلي الخلايا
ورم شحمي مغزلي الخلايا (بالإنجليزية: Spindle cell lipoma)‏ هو ورم تحت جلدي عديم الأعراض بطيء النمو، ويَميل إلى إصابة ظهر ورقبة وأكتاف كبار السن من الرجال.:625